# Шуман, Ванда
Ванда Шуман (пол. Wanda Szuman), или Шумановна (пол. Szumanówna; 3 апреля 1890, Торунь, Пруссия, Германская империя — 1 декабря 1994, Торунь, Торуньское воеводство) — польский педагог. Она была «пионером специальной педагогики в Польше» и особое внимание уделяла сиротам и детям с особыми потребностями. Она также участвовала в подпольном образовательном движении во время Второй мировой войны, преподавая предметы, запрещённые в то время законом. При жизни она получила множество наград за преподавание.

## Биография
Шуман родилась 3 апреля 1890 года в Торуни, Польша (тогда Пруссия), и умерла 1 декабря 1994 года в возрасте 104 лет. Её матерью была Евгения Гумперт, общественный деятель, отцом — хирург Леон Шуман, и она была одной из семи детей; её братья были выдающимися деятелями — Стефан Шуман стал профессором психологии, Ежи Шуман стал профессором сельского хозяйства, а Генрик Антоний Шуман был священником, погибшим во время Второй мировой войны. Мать Ванды умерла в 1895 году, и отец женился на её тёте Эмилии Осецкой (урождённой Гумперт).
Шуман посещала гимназию сестёр Святого Сердца во Львове. В 1911 году она поехала в Краков; там Ванда окончила частную женскую педагогическую школу. Примерно в это же время она уже сама занималась ведением просветительской деятельности, в том числе подпольным обучением на польском языке (в то время незаконном в Пруссии). В 1914 году она стала соучредителем Wełnianka, образовательного клуба для молодых женщин.

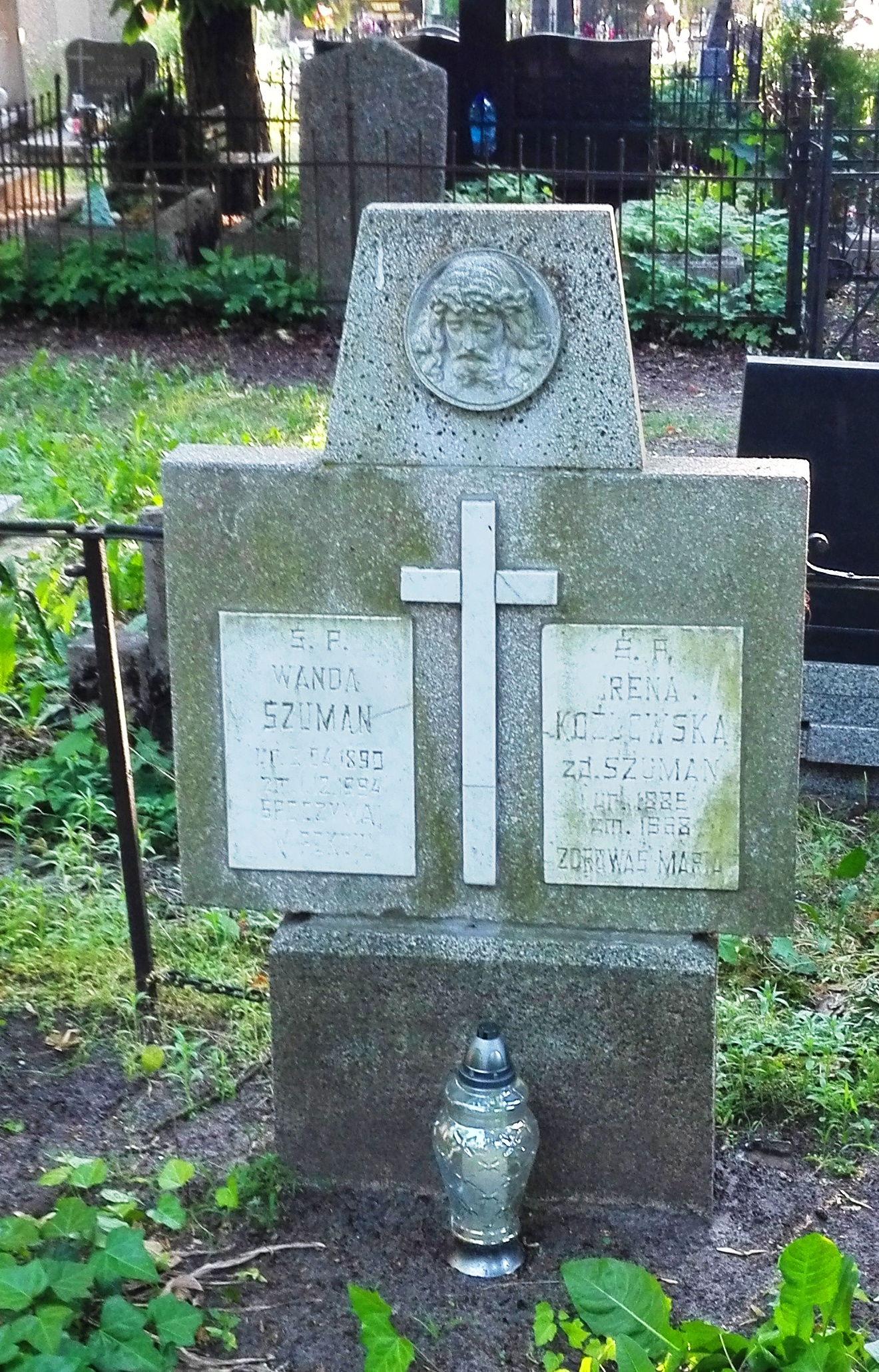
Могила Шуман

После того, как Польша восстановила независимость после Первой мировой войны, Шуман стала гражданкой Польши. Она также стала участвовать в различных образовательных мероприятиях в новой Польше, первоначально в Торуньском крае. Она была связана с рядом образовательных общественных организаций того времени. Позже она переехала в Варшаву, где с 1921 по 1923 год продолжала учёбу и занималась академическими исследованиями. В 1931 году в Варшаве Шуман инициировала создание специального комитета, занимавшегося помещением детей в приёмные семьи. Детей до двухлетнего возраста помещали в дома семей, в которых было мало детей или вообще их не было. С 1933 года работала в Познани, где была директором семинарии.
Она принимала активное участие в подпольном образовании во время Второй мировой войны, живя в Радоме. После войны она вернулась в Торунь, где организовала среднюю школу и руководила ей. Из-за своей сильной поддержки католицизма она была репрессирована коммунистическими властями и потеряла работу в 1949 году; она будет реабилитирована в 1958 году. С 1949 по 1952 год работала школьным психологом-терапевтом для детей с особыми потребностями. Она вышла на пенсию в 1952 году, но продолжала участвовать в ряде научных исследований в области педагогики и продолжала работать с организациями, поддерживающими специальное образование, в частности, связанными с помощью слепым детям. Среди её опубликованных работ — Wychowanie niewidomego dziecka («Воспитание слепого ребенка»; 1961).

## Признание

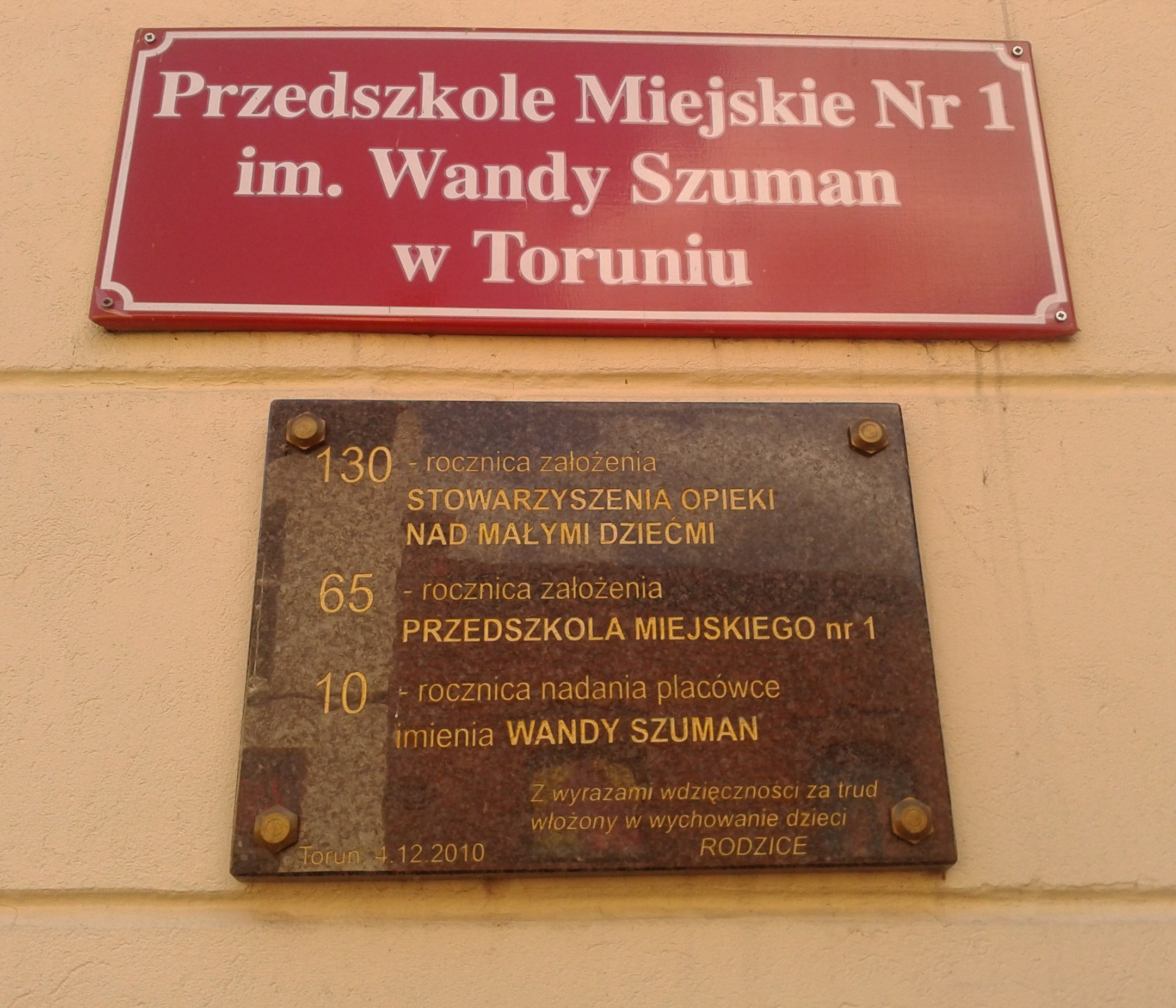
Мемориальная доска на детском саду имени Шуман

Шуман «считают пионером специальной педагогики в Польше».
Шуман была награждена Орденом Возрождения Польши в 1923 году, как «referentka kutorjum szkolnego pomorskie» (секретарь поморского школьного совета), а в 1992 году получила почётное гражданство города Торунь. Она также получила Почётный золотой знак Польской ассоциации слепых (1966), Медаль Польского общества по борьбе с инвалидностью (1984), Знак Польского союза учителей «За тайное обучение» (1985) и Орден Улыбки (1986).
В её честь названы две школы в Торуни: средняя школа (7-я средняя школа им. Ванды Шуман) и начальная школа (начальная школа № 16 им. Ванды Шуман в Торуни), а также детский сад.
Книга о ней «Wanda Szuman — pedagog i andragog specjalny: szkice do portretu» (Ванда Шуман — специальный педагог для детей и взрослых: эскизы к портрету) была опубликована в 2009 году Беатой Боровской-Беста.

## Избранные публикации
- Komisja Edukacyjna pierwszem ministerstwem oświaty w Europie [Комиссия по образованию как первое министерство образования в Европе], 1919[15]
- Zum Problem der Waisenerziehung [О проблеме воспитания детей-сирот], 1929[16]
- Rola opiekunów społecznych [Роль социальных работников], 1930[17]
- Testy inteligencji Ch. Bühler dla niemowląt [Тесты интеллекта Х. Бюлера для малышей], 1930[18]
- System umieszczania sierot w rodzinach [Система устройства детей-сирот в семьи], 1931[19]
- Wychowanie niewidomego dziecka [Воспитание слепого ребёнка], 1961[20]
- O dostępności rysunku dla dzieci niewidomych [О доступности рисования для слепых детей], 1967[21]